# Гематемезис
Гематеме́зис (англ. Hematemesis, також в Україні Гематемезіс, також Кривава блювота) — блювання кривавим вмістом.
Гостра шлунково-кишкова кровотеча є потенційно небезпечним для життя невідкладним станом. Вона залишається поширеною причиною госпіталізації. Кровотеча з верхніх відділів шлунково-кишкового тракту визначається як кровотеча, що йде з місця, розташованого проксимальніше зв'язки Трейца (Suspensory muscle of duodenum). Гематемезис супроводжує половину випадків такої кровотечі.

## Етіологія
- Атріо-езофагальна нориця;
- Блювання кров'ю, що потрапила після крововиливу в ротову порожнину, ніс або горло;
- Ерозія слизової оболонки стравоходу або шлунка;
- Деякі інфекційні хвороби:

- Жовта гарячка;
- Інші геморагічні гарячки;
- Кишковий шистосомоз;
- Стронгілоїдоз

- Кровотеча з варикозно розширених вен стравоходу при цирозі печінки будь-якого походження;
- Пептична виразка;
- Рак шлунка або стравоходу;
- Синдром Золлінгера — Еллісона;
- Синдром Маллорі—Вайсса;
- Судинні мальформації (дефекти) шлунково-кишкового тракту, що призводять до кровотечі з варикозно розширених вен стравоходу, шлунка або кишечника;
- Ятрогенна травма під час езофагогастродуоденоскопії стравоходної ехокардіографії.
- Променева хвороба;

## Клінічні прояви, що супроводжують криваву блювоту
Залежать від клінічної ситуації. Так після травми носа може відбутися рясна кровотеча, при якій частина крові потрапляє в глотку, частково заковтується по стравоходу до шлунка, особливо тоді, коли після травми відбувається інстинктивний, проте неправильний для зупинки носової кровотечі нахил голови назад. Подібне може розвинутися й при травмах кісток обличчя.
При ерозії слизової оболонки стравоходу або шлунка гематемезис виникає зрідка, частіше за все тоді, коли ерозій багато.
При жовтій гарячці хвороба починається гостро без продромальних явищ, нерідко раптово з появи сильного ознобу, інтенсивного головного болю, болю в попереку, спині, кінцівках, швидкого підвищення температури тіла до 39-40°С і вище. Виникають гіперемія та одутлість обличчя, набряк повік, набряк губ, ін'єкція судин склер і кон'юнктив («амарильна маска»), виражена тахікардія при нормальному або дещо підвищеному артеріальному тиску, нерідко збудження, марення. На 2-й день стан пацієнта погіршується, приєднуються сильна спрага, нудота, багаторазове блювання спочатку слизом, потім із домішками жовчі. На 3-4-й день може з'являтися ціаноз, часто жовтяниця і тоді ж гематемезис.
При інших геморагічних гарячках гематемезис з'являється з різною частотою і в різні терміни хвороб. Так при геморагічній гарячці Ебола це відбувається в розгорнутому періоді на 3-6 добу хвороби, коли маніфестує геморагічний синдром. При гарячці Ласса гематемезис відбувається після 5-ї доби хвороби у пацієнтів з найтяжчим перебігом при розвитку геморагічного синдрому. При більшості інших геморагічних гарячок гематемезис може з'явитися під час стадії геморагічних проявів починаючи з 5-ї доби хвороби.
При кишковому шистосомозі, якій широко поширений у країнах Африки, Південної й Центральної Америки проживання дорослих особин шистосом відбувається у судинах травного тракту, переважно товстого кишечника. Гельмінтоз спричинює біль у животі, діарею і появу крові у випорожненнях. У запущених випадках, через 10-15 років після початку, спостерігається збільшення печінки та селезінки, що пов'язано з гіпертензією абдомінальних кров'яних судин із розвитком синдрому портальної гіпертензії, через що формується цироз печінки, розширення вен стравоходу. Внаслідок цього при кишковому шистоматозі може з'явитися кровотеча з гематемезисом.
При стронгілоїдозі гематемезис з'являється при тяжкому перебігу як при типовій формі, так і при гіперінфекційному синдромі та дисемінованому варіанті.
Кровотеча з варикозно розширених вен стравоходу виникає на тлі ознак цирозу печінки — хворих до цього турбує тривалий час слабкість, поганий апетит, іноді нудота, блювання, біль у правому підребер'ї, носові кровотечі. На шкірі переважно верхньої частини тулуба з'являються судинні «зірочки» (телеангіектазії). Печінка зазвичай збільшена, щільна на дотик. При порушенні відтоку через портальну гіпертензію з'являється асцит, видно розширені вени на шкірі живота (симптом «голови медузи»), збільшена селезінка.
При пептичній виразці спостерігається періодичний біль у підреберній ділянці, пов'язаний із прийомом їжі. Він супроводжується печією, яку знімає прийом питної соди. Можливі нудота, блювання, запори. Хвороба перебігає з періодичністю, коли йде чергування періодів загострень навесні й восени та ремісій. Внаслідок руйнування стінки судин у зоні виразки може розвинутися кровотеча, іноді масивна, з появою гематемезису і мелени, розвитком геморагічного шоку.
При синдромі Золлінгера — Еллісона часто є біль у верхній частині живота, яка має ті ж закономірності по відношенню до прийому їжі, що і при звичайній пептичній виразці дванадцятипалої кишки і шлунку, але відрізняються великою інтенсивністю і не піддаються противиразковій терапії блокаторами Н2-гістамінорецепторів та інгібіторами протонного насосу. Характерні інтенсивна печія і відрижка кислим. Важливою ознакою є тривалі проноси, обумовлені потраплянням у тонкий кишечник значної кількості соляної кислоти і посиленням внаслідок цього моторики тонкої кишки та уповільненням всмоктування. Випорожнення рясні, водянисті, з великою кількістю жиру (стеаторея). Можливе значне зниження маси тіла. У багатьох пацієнтів є явища езофагіту, іноді навіть з виникненням виразок і звуженням стравоходу, що й призводить до гематемезису.
Синдром Маллорі—Вайсса — виникає кровотеча із рваної рани на слизовій оболонці на стику шлунка і стравоходу. Зазвичай це спричинено сильним блюванням через алкоголізм або внаслідок булімії, хоча може бути спричинено будь-яким станом, який проявляється невпинним блюванням, наприклад під час харчового отруєння. Зрідка при цьому синдромі гематемезису немає, а з'являється тільки мелена, в анамнезі факт блювання відсутній. У більшості випадків кровотеча припиняється спонтанно через 24–48 годин, але іноді потрібне ендоскопічне або хірургічне лікування. Стан рідко буває летальним.
Під час проведення езофагогастроскопії через неправильне виконання процедури, надмірне необережне натискання езофагогастроскопом можна зробити травму стінки стравоходу або шлунка, що здатне призвести до їх розриву. Зрідка така травма не спричинює безпосередньо розрив, а ініціює формування у цьому місці запалення, яке через певний час призводить до утворення нориці.
При променевій хворобі виникають тяжке нездужання, розлади нервової системи, головний біль, запаморочення, часто буває діарея, іноді мелена, виникає гарячка.

## Лікування
У випадках, при яких не виникає шок, пацієнту зазвичай призначають інгібітори протонної помпи, переливають еритроцитарну масу, якщо рівень гемоглобіну менше 8,0 г/дл або 4,5–5,0 ммоль/л, або коли встановлено, що організм втратив більше 20 % відсотків об'єму крові. Нічого не можна пити чи їсти до моменту проведення езофагогастрофібродуоденоскопії.
При тяжкій крововтраті, яка йде з геморагічним шоком і може швидко закінчитися смертю хворого, необхідне проводити невідкладну негайну протишокову терапію, яка включає й замінне переливання еритроцитарної маси. Пацієнта готують до екстреної ендоскопії, яка зазвичай проводиться після певної стабілізації стану. Якщо джерело кровотечі не вдається визначити ендоскопічно, то тоді необхідно провести лапаротомію. Забезпечення прохідності дихальних шляхів є першочерговим завданням у пацієнтів із гематемезисом, особливо у тих, у кого порушений рівень свідомості, як то при печінковій енцефалопатії у пацієнтів із варикозним розширенням вен стравоходу. Для припинення кровотечі в такій ситуації застосовується балонізація стравоходу із здавлюванням місця кровотечі.
При виявленні розриву стінки стравоходу або нориці його застосовується оперативне втручання з ушиттям стінки. Під час цього продовжується невідкладна терапія. За виведенням із цього невідкладного стану слід провести лікування основної хвороби.